# Pacific-12 Conference
La Pacific-12 Conference (Pac-12) (español: Conferencia de los 12 del Pacífico) es una conferencia de la División I de la NCAA. Fundada el 15 de diciembre de 1915 en Portland, Oregón, en un principio era conocido como la Pacific Coast Conference (PCC).
La conferencia comenzó a funcionar en 1916, y pasó a llamarse oficialmente Pacific-8 en 1968 y Pacific-10 en 1978 (debido al ingreso de Arizona y Arizona State). Para la temporada 2011-2012 se añaden dos universidades, Utah y Colorado, por lo que se convirtió en la Pac-12. Ello también motivó que el torneo de fútbol americano pasara a tener dos divisiones, pero se mantiene un grupo solo en el resto de deportes.
El campeón de fútbol americano de la Pac-12 disputa el Rose Bowl ante el campeón de la Big 12 Conference. Desde 2011, el campeón de la conferencia se define en un partido de campeonato, que a partir de 2014 tiene como sede el Levi's Stadium de Santa Clara (California).
Los deportes practicados en esta conferencia son: béisbol, baloncesto, fútbol americano, hockey sobre hierba, golf, lacrosse, remo, natación, atletismo, voleibol (cubierta), voleibol de playa y lucha.
Comenzando con el año académico 2024-25, 10 de las 12 universidades que la formaban abandonaron la conferencia, anunciándose posteriormente la incorporación de 7 miembros (Boise State, Colorado State, Fresno State, San Diego State, Texas State, Utah State y Gonzaga) en julio de 2026.

## Miembros

### Miembros actuales
| Logo | Institución                       | Localización        | Fundada | Tipo    | Equipo  |
| ---- | --------------------------------- | ------------------- | ------- | ------- | ------- |
|      | Universidad Estatal de Oregón     | Corvallis, Oregón   | 1868    | Pública | Beavers |
|      | Universidad Estatal de Washington | Pullman, Washington | 1890    | Pública | Cougars |

### Futuros miembros
| Logo | Institución                               | Localización           | Equipo   | Tipo    | Año de unión | Conferencia actual       |
| ---- | ----------------------------------------- | ---------------------- | -------- | ------- | ------------ | ------------------------ |
|      | Universidad Estatal de Boise              | Boise, Idaho           | Broncos  | Pública | 2026         | Mountain West Conference |
|      | Universidad Estatal de Colorado           | Fort Collins, Colorado | Rams     | Pública | 2026         | Mountain West Conference |
|      | Universidad Estatal de California, Fresno | Fresno, California     | Bulldogs | Pública | 2026         | Mountain West Conference |
|      | Universidad Gonzaga                       | Spokane, Washington    | Bulldogs | Privada | 2026         | West Coast Conference    |
|      | Universidad Estatal de San Diego          | San Diego, California  | Aztecs   | Pública | 2026         | Mountain West Conference |
|      | Universidad Estatal de Texas              | San Marcos, Texas      | Bobcats  | Pública | 2026         | Sun Belt Conference      |
|      | Universidad Estatal de Utah               | Logan, Utah            | Aggies   | Pública | 2026         | Mountain West Conference |

1. ↑  Gonzaga no tiene equipo de fútbol americano.

### Miembros Asociados
| Institución                                    | Localización                | Equipo      | Tipo    | Deporte                         | Conferencia Primaria     |
| ---------------------------------------------- | --------------------------- | ----------- | ------- | ------------------------------- | ------------------------ |
| Universidad Politécnica Estatal de California  | San Luis Obispo, California | Mustangs    | Pública | Lucha Natación Saltos masculino | Big West Conference      |
| Universidad Estatal de California, Bakersfield | Bakersfield, California     | Roadrunners | Pública | Lucha                           | Big West Conference      |
| Universidad de Arkansas-Little Rock            | Little Rock, Arkansas       | Trojans     | Pública | Lucha                           | Ohio Valley Conference   |
| Universidad Estatal de San Diego               | San Diego, California       | Aztecs      | Pública | Fútbol masculino                | Mountain West Conference |

### Antiguos miembros
Miembros que accedieron a la Big Ten Conference el 2 de agosto de 2024.
     Miembros que accedieron a la Big 12 Conference el 2 de agosto de 2024.
     Miembros que accedieron a la Atlantic Coast Conference el 2 de agosto de 2024.
| Logo | Institución                              | Localización            | Fundada | Tipo    | Equipo       |
| ---- | ---------------------------------------- | ----------------------- | ------- | ------- | ------------ |
|      | Universidad de Arizona                   | Tucson, Arizona         | 1885    | Pública | Wildcats     |
|      | Universidad Estatal de Arizona           | Tempe, Arizona          | 1885    | Pública | Sun Devils   |
|      | Universidad de California en Berkeley    | Berkeley, California    | 1868    | Pública | Golden Bears |
|      | Universidad de Colorado en Boulder       | Boulder, Colorado       | 1876    | Pública | Buffaloes    |
|      | Universidad de Oregón                    | Eugene, Oregón          | 1876    | Pública | Ducks        |
|      | Universidad Stanford                     | Stanford, California    | 1891    | Privada | Cardinal     |
|      | Universidad de California en Los Ángeles | Los Ángeles, California | 1919    | Pública | Bruins       |
|      | Universidad del Sur de California        | Los Ángeles, California | 1880    | Privada | Trojans      |
|      | Universidad de Utah                      | Salt Lake City, Utah    | 1850    | Pública | Utes         |
|      | Universidad de Washington                | Seattle, Washington     | 1861    | Pública | Huskies      |

## Palmarés de conferencia

### Baloncesto masculino

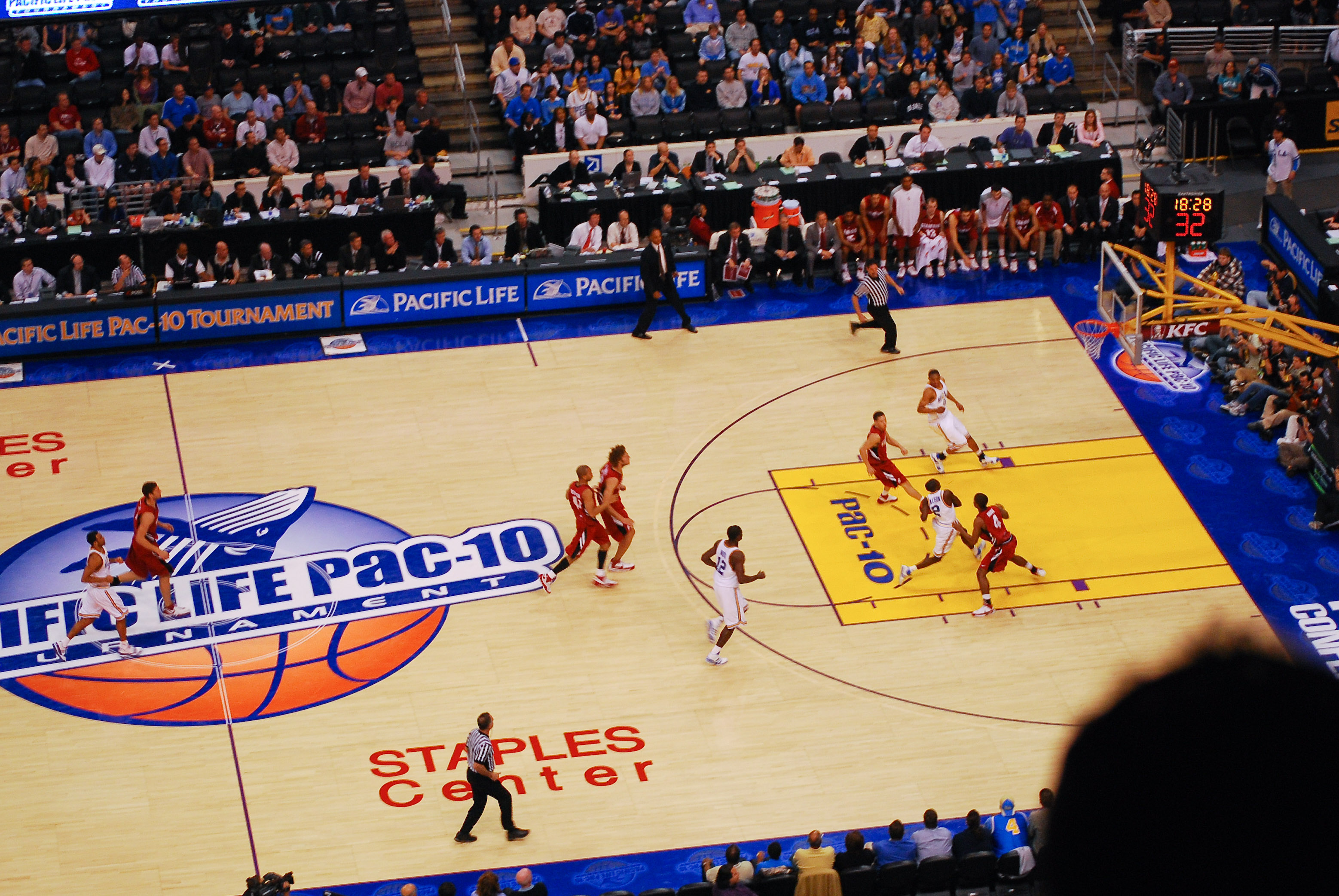
Final de baloncesto de 2008 en el Staples Center.

| - 1915-16: Oregon State (1) / California (1) - 1916-17: Washington State (1) - 1918-19: Oregon (1) - 1919-20: Stanford (1) - 1920-21: Stanford (2) / California (2) - 1921-22: Idaho (1) - 1922-23: Idaho (2) - 1923-24: California (3) - 1924-25: California (4) - 1925-26: California (5) - 1926-27: California (6) - 1927-28: USC (1) - 1928-29: California (7) - 1929-30: USC (2) - 1930-31: Washington (1) - 1931-32: California (8) - 1932-33: Oregon State (2) - 1933-34: Washington (2) - 1934-35: USC (3) - 1935-36: Stanford (3) - 1936-37: Stanford (4) - 1937-38: Stanford (5) - 1938-39: Oregon (2) - 1939-40: USC (4) - 1940-41: Washington State (2) - 1941-42: Stanford (6) - 1942-43: Washington (3) - 1943-44: Washington (4) / California (9) - 1944-45: Oregon (3) / UCLA (1) - 1945-46: California (10) - 1946-47: Oregon State (3) - 1947-48: Washington (5) - 1948-49: Oregon State (4) - 1949-50: UCLA (2) - 1950-51: Washington (6) - 1951-52: UCLA (3) |  | - 1952-53: Washington (7) - 1953-54: USC (5) - 1954-55: Oregon State (5) - 1955-56: UCLA (4) - 1956-57: California (11) - 1957-58: Oregon State (6) / California (12) - 1958-59: California (13) - 1959-60: California (14) - 1960-61: USC (6) - 1961-62: UCLA (5) - 1962-63: Stanford (7) / UCLA (6) - 1963-64: UCLA (7) - 1964-65: UCLA (8) - 1965-66: Oregon State (7) - 1966-67: UCLA (9) - 1967-68: UCLA (10) - 1968-69: UCLA (11) - 1969-70: UCLA (12) - 1970-71: UCLA (13) - 1971-72: UCLA (14) - 1972-73: UCLA (15) - 1973-74: UCLA (16) - 1974-75: UCLA (17) - 1975-76: UCLA (18) - 1976-77: UCLA (19) - 1977-78: UCLA (20) - 1978-79: UCLA (21) - 1979-80: Oregon State (8) - 1980-81: Oregon State (9) - 1981-82: Oregon State (10) - 1982-83: UCLA (22) - 1983-84: Oregon State (11) / Washington (8) - 1984-85: USC (7) / Washington (9) - 1985-86: Arizona (1) - 1986-87: UCLA (23) - 1987-88: Arizona (2) |  | - 1988-89: Arizona (3) - 1989-90: Arizona (4) / Oregon State (12) - 1990-91: Arizona (5) - 1991-92: UCLA (24) - 1992-93: Arizona (6) - 1993-94: Arizona (7) - 1994-95: UCLA (25) - 1995-96: UCLA (26) - 1996-97: UCLA (27) - 1997-98: Arizona (8) - 1998-99: Stanford (8) - 1999-00: Arizona (9) / Stanford (9) - 2000-01: Stanford (10) - 2001-02: Oregon (4) - 2002-03: Arizona (10) - 2003-04: Stanford (11) - 2004-05: Arizona (11) - 2005-06: UCLA (28) - 2006-07: UCLA (29) - 2007-08: UCLA (30) - 2008-09: Washington (10) - 2009-10: California (15) - 2010-11: Arizona (12) - 2011-12: Washington (11) - 2012-13: UCLA (31) - 2013-14: Arizona (13) - 2014-15: Arizona (14) - 2015-16: Oregon (5) - 2016-17: Arizona (15) / Oregon (6) - 2017-18: Arizona (16) - 2018-19: Washington (12) - 2019-20: Oregon (7) - 2020-21: Oregon (8) - 2021-22: Arizona (17) - 2022-23: UCLA (32) |

### Baloncesto femenino
| - 1986-87: USC (1) - 1987-88: Washington (1) - 1988-89: Stanford (1) - 1989-90: Stanford (2) / Washington (2) - 1990-91: Stanford (3) - 1991-92: Stanford (4) - 1992-93: Stanford (5) - 1993-94: USC (2) - 1994-95: Stanford (6) - 1995-96: Stanford (7) - 1996-97: Stanford (8) - 1997-98: Stanford (9) |  | - 1998-99: UCLA (1) / Oregon (1) - 1999-00: Oregon (2) - 2000-01: Arizona State (1) / Stanford (10) / Washington (2) - 2001-02: Stanford (11) - 2002-03: Stanford (12) - 2003-04: Arizona (1) / Stanford (13) - 2004-05: Stanford (14) - 2005-06: Stanford (15) - 2006-07: Stanford (16) - 2007-08: Stanford (17) - 2008-09: Stanford (18) - 2009-10: Stanford (19) |  | - 2010-11: Stanford (20) - 2011-12: Stanford (21) - 2012-13: Stanford (22) / California (1) - 2013-14: Stanford (23) - 2014-15: Oregon State (1) - 2015-16: Oregon State (2) / Arizona State (2) - 2016-17: Oregon State (3) - 2017-18: Oregon (3) - 2018-19: Oregon (4) - 2019-20: Oregon (5) - 2020-21: Stanford (24) - 2021-22: Stanford (25) - 2022-23: Stanford (26) / Utah (1) |

### Fútbol americano

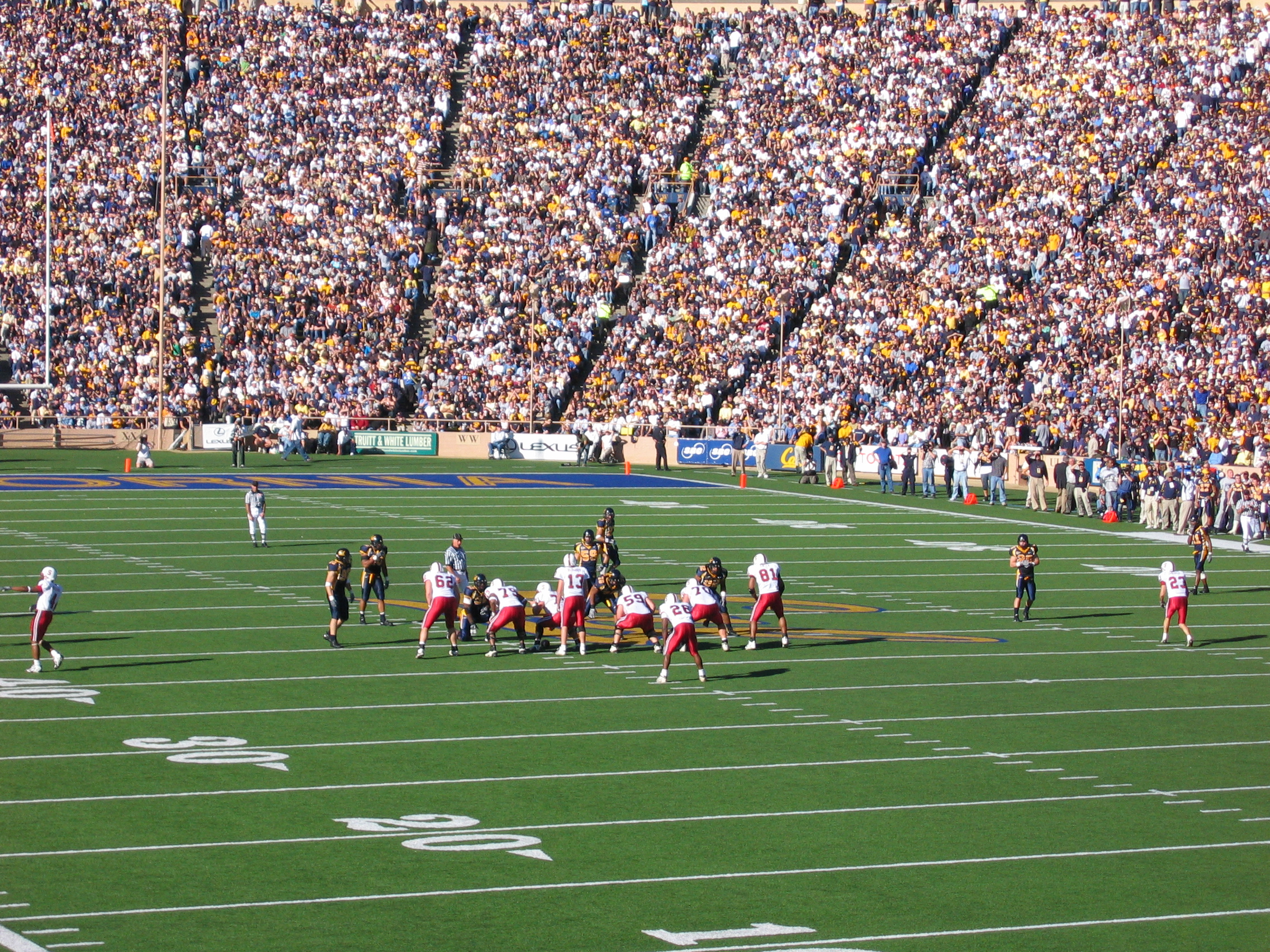
Partido de 2004 entre California y Stanford.

| Temporada | Campeón      | V/D/E |
| --------- | ------------ | ----- |
| 1959      | USC          | 3-1-0 |
| 1959      | UCLA         | 3-1-0 |
| 1959      | Washington   | 3-1-0 |
| 1960      | Washington   | 4-0-0 |
| 1961      | UCLA         | 3-1-0 |
| 1962      | USC          | 4-0-0 |
| 1963      | Washington   | 4-1-0 |
| 1964      | Oregon State | 3-1-0 |
| 1964      | USC          | 3-1-0 |
| 1965      | UCLA         | 4-0-0 |
| 1966      | USC          | 4-1-0 |
| 1967      | USC          | 6-1-0 |
| 1968      | USC          | 6-0-0 |
| 1969      | USC          | 6-0-0 |
| 1970      | Stanford     | 6-1-0 |
| 1971      | Stanford     | 6-1-0 |
| 1972      | USC          | 7-0-0 |
| 1973      | USC          | 7-0-0 |
| 1974      | USC          | 6-0-1 |
| 1975      | California   | 6-1-0 |
| 1975      | UCLA         | 6-1-0 |
| 1976      | USC          | 7-0-0 |
| 1977      | Washington   | 6-1-0 |
| 1978      | USC          | 6-1-0 |
| 1979      | USC          | 6-0-1 |
| 1980      | Washington   | 6-1-0 |
| 1981      | Washington   | 6-2-0 |
| 1982      | UCLA         | 5-1-1 |

| Temporada | Campeón          | V/D/E |
| --------- | ---------------- | ----- |
| 1983      | UCLA             | 6-1-1 |
| 1984      | USC              | 7-1-0 |
| 1985      | UCLA             | 6-2-0 |
| 1986      | Arizona State    | 5-1-1 |
| 1987      | USC              | 7-1-0 |
| 1987      | UCLA             | 7-1-0 |
| 1988      | USC              | 8-0-0 |
| 1989      | USC              | 6-0-1 |
| 1990      | Washington       | 7-0-1 |
| 1991      | Washington       | 8-0-0 |
| 1992      | Stanford         | 6-2-0 |
| 1992      | Washington       | 6-2-0 |
| 1993      | Arizona          | 6-2-0 |
| 1993      | USC              | 6-2-0 |
| 1993      | UCLA             | 6-2-0 |
| 1994      | Oregon           | 7-1-0 |
| 1995      | USC              | 6-1-1 |
| 1995      | Washington       | 6-1-1 |
| 1996      | Arizona State    | 8-0-0 |
| 1997      | UCLA             | 7-1-0 |
| 1997      | Washington State | 7-1-0 |
| 1998      | UCLA             | 8-0   |
| 1999      | Stanford         | 7-1   |
| 2000      | Oregon           | 7-1   |
| 2000      | Oregon State     | 7-1   |
| 2000      | Washington       | 7-1   |
| 2001      | Oregon           | 7-1   |

| Temporada | Campeón          | V/D/E |
| --------- | ---------------- | ----- |
| 2002      | USC              | 7-1   |
| 2002      | Washington State | 7-1   |
| 2003      | USC              | 7-1   |
| 2004      | USC              | 8-0   |
| 2005      | USC              | 8-0   |
| 2006      | USC              | 7-2   |
| 2006      | California       | 7-2   |
| 2007      | USC              | 7-2   |
| 2007      | Arizona State    | 7-2   |
| 2008      | USC              | 8-1   |
| 2009      | Oregon           | 8-1   |
| 2010      | Oregon           | 9-0   |
| 2011      | Oregon           | 8-1   |
| 2012      | Stanford         | 8-1   |
| 2013      | Stanford         | 7-2   |
| 2014      | Oregon           | 8-1   |
| 2015      | Stanford         | 8-1   |
| 2016      | Washington       | 8-1   |
| 2017      | USC              | 8-1   |
| 2018      | Washington       | 7-2   |
| 2019      | Oregon           | 8-1   |
| 2020      | Oregon           | 3-2   |
| 2021      | Utah             | 8-1   |
| 2022      | Utah             | 7-2   |